# Kommunens Väl (Älvkarleby)
Kommunens Väl (KV) är ett lokalt politiskt parti i Älvkarleby kommun. Partiet bildades 1971 under namnet Demokratiska Särlistan och fick sitt nuvarande namn 2003. Partiet säger sig bygga sin politik på "att alltid sätta kommunmedborgaren i centrum, att hjälpa de som känner sig felbehandlade, att kritiskt granska det parti som sitter vid makten och komma med alternativa förslag till gagn för alla i kommunen".

## Valresultat
| År   | Röster | %     | Mandat  |
| ---- | ------ | ----- | ------- |
| 1973 | –      | –     | 2 av 31 |
| 1976 | –      | –     | 1 av 31 |
| 1979 | –      | –     | 2 av 31 |
| 1982 | –      | –     | 2 av 31 |
| 1985 | –      | –     | 3 av 31 |
| 1988 | –      | –     | 6 av 31 |
| 1991 | –      | –     | 5 av 31 |
| 1994 | –      | –     | 6 av 31 |
| 1998 | –      | 14,6  | 5 av 31 |
| 2002 | 524    | 9,88  | 3 av 31 |
| 2006 | 675    | 12,19 | 4 av 31 |
| 2010 | 795    | 13,67 | 4 av 31 |
| 2014 | 817    | 13,46 | 4 av 31 |
| 2018 | 678    | 11,10 | 3 av 31 |
| 2022 | 337    | 5,56  | 2 av 31 |